# Cardiophorus arizonicus
Cardiophorus arizonicus là một loài bọ cánh cứng trong họ Elateridae. Loài này được Fall miêu tả khoa học năm 1905.